# Convention sur les substances psychotropes
La convention sur les substances psychotropes de 1971, convoquée par l'ONU, fut ratifiée le 21 février 1971 à Vienne par 34 pays et fut mise en application en 1976. Cette convention comporte actuellement 183 signataires (au 1er décembre 2013).
Son objectif est de limiter la production et le commerce de substances psychotropes synthétiques en établissant une liste de ces substances.
Cette convention reconnaît les besoins sur le plan médical et permet de mettre en œuvre une politique de prévention et de soins.

## Historique
Les premières réglementations internationales concernant les drogues datent du début du XXe siècle.
En 1912, tout d'abord avec la convention internationale de l'opium, visant à réglementer l'import-export des dérivés du pavot. Ce traité fut complété avec d'autres substances comme la cocaïne pendant les 50 années qui suivirent.
Puis la convention unique sur les stupéfiants de 1961 réglementa plus précisément ces substances (principalement le cannabis, l'opium, la coca et leurs dérivés), mais présentait la lacune de ne pas réglementer les nouvelles substances synthétiques.
À la suite de la découverte du LSD et de son impact dans la contre-culture des années 1960 du fait notamment de sa popularité chez certaines personnalités (Aldous Huxley, Timothy Leary), il devint urgent de légiférer devant l'augmentation croissante des abus. Il parut assez vite évident que ces nouvelles substances n'étaient pas adaptées aux textes de la convention unique sur les stupéfiants de 1961, qui restait encore très sujette à interprétations et une conférence fut programmée pour 1971. Devant les abus, certains pays (comme le Canada ou les É.-U.) n'attendirent pas la convention pour réglementer certaines de ces substances comme le LSD.
Les pays signataires ont progressivement adapté leur législation à ce texte, catégorisant les drogues selon des tableaux équivalents aux conventions de 1961 et de 1971, permettant ainsi une cohérence internationale en termes de réglementation sur les drogues.

## Listes des substances psychotropes.
À l'instar de la Convention unique sur les stupéfiants de 1961, la Convention de 1971 liste en quatre tableaux les substances psychotropes soumises au régime légal qu'elle établit.

### Évolution de la liste
La convention dans son article 2 prévoit l'ajout de nouvelles drogues dans la liste. Cet ajout se fait via l'OMS qui doit constater si la substance correspond aux définitions de la convention et évaluer le potentiel d'abus et le potentiel thérapeutique du produit. C'est la commission des stupéfiants des Nations unies qui statue à terme.
De même les drogues peuvent être déplacées d'un tableau à l'autre ou radiées de la liste suivant le même type de procédure.
En mars 2019, la Commission a ajouté au tableau 2 l'ADB-FUBINACA, FUB-AMB (MMB-FUBINACA, AMB-FUBINACA), CUMYL-4CN-BINACA, ADB-CHMINACA (MAB-CHMINACA), et N-ethylnorpentylone (ephylone).

### Usage rituel ou religieux
Dans son article 32, la convention prévoit que « tout État sur le territoire duquel poussent à l’état sauvage des plantes contenant des substances psychotropes du Tableau I utilisées traditionnellement par certains groupes restreints bien déterminés à l’occasion de cérémonies magiques ou religieuses peut, au moment de la signature, de la ratification ou de l’adhésion, faire des réserves concernant ces plantes sur les dispositions de l’article 7, sauf sur celles relatives au commerce international. »